# Jozef Agnelli
Jozef Agnelli (23. února 1852 Skalica – 6. srpna 1923 Holíč) byl slovenský šlechtitel, pěstitel léčivých rostlin a katolický kněz. Byl členem Linného učené společnosti v Stockholmu. Za svou práci byl odměněn na zemědělských výstavách v Budapešti, Praze, Kodani a ve Vídni.

## Životopis
Zálibu v přírodě zdědil po otci, kterému od malička pomáhal v zahrádce. Gymnázium vystudoval ve Skalici. Po gymnáziu se rozhodl pro kněžské povolání. V roce 1876 byl v Ostřihomi vysvěcen za kněze. V novém povolání se mu první farností stala Lakšárska Nová Ves, později kaplan v Holíči a krátký čas působil v Kuklově. V roce 1884 nastoupil na faru v obci Čáry. Zde vydržel až do roku 1914 a dosáhl tu i své největší úspěchy v pěstitelské práci. Přestože půda zde není nejúrodnější, nedal se odradit, a tak se mu podařilo vypěstovat nové odrůdy plodin vynikajících vlastností. Z brambor to bylo asi 200 druhů. Právě brambory, po něm pojmenované „agnellkami“, byly velmi oblíbené a rozšířily se téměř po celém Slovensku. Agnelli se rovněž věnoval i vinohradnictví, ale především pěstování léčivých rostlin. O jejich kvalitě svědčí i to, že byly oceněny na výstavách v Budapešti, Praze, Haagu, kde mu dali dokonce postavit vlastní pavilon, pojmenovaný po něm, dále v Bruselu, Vídni, Kodani, Stockholmu… Byl uznáván i v odborných kruzích. Své léčivé rostliny posílal do celé Evropy, ba dokonce až do USA. Na farní zahradě zavedl plantážní pěstování rostlin. O nejmodernějších prostředcích a nástrojích se dozvídal z časopisů, s jejich pomocí aplikoval racionální metody pěstitelství a šlechtitelství. Své výsledky pak publikoval v největších světových pěstitelských časopisech (Pharmaceutische Post, Wiener Landswirtschaftliche Zeitung, Journal pharmaceutique du New York…) i doma (zejména Obzor). V pařížském časopise L'Encyclopédie Contemporaine z roku 1896 se uvádí, že plodiny z obce Čáry lze považovat za nejpozoruhodnější a nejvýznamnější na celém světě, neboť roční sklizeň dosahuje přes milion rostlin vypěstovaných rukou katolického kněze. Na sklonku života se uchýlil do Holíče, kde i zemřel.